# Aina Huix Casadevall
Aina Huix Casadevall (Santa Coloma de Farners, desembre 2003), és una escriptora catalana.
Amb 16 anys va presentar la seva primera novel·la que portava per nom Entre nosaltres a Llibres del Delicte.
L'any 2023 publicà la seva segona novel·la: Entre nosaltres dos, també amb l'editorial Llibres del Delicte.

## Llibres
- Entre nosaltres.
- Entre nosaltres dos.